# Ян Маккей
Ян Маккей (məˈkaɪ; англ. Ian Thomas Garner MacKaye, поширена також транскрипція імені Іен або Йен) — американський гітарист, вокаліст і продюсер. Вокаліст груп Minor Threat, Embrace, Fugazi, The Evens, а також засновник і власник незалежного рекорд-лейбла Dischord Records.
Будучи однією з ключових фігур в середовищі американської хардкор-панку 80-х років, Маккей вніс серйозний вклад у становлення стрейт-едж руху. Крім участі в групах, він працював як звукорежисер (recording engineer) та продюсер з 7 Seconds, Nation of Ulysses, Bikini Kill, Rites of Spring і Rollins Band.

## Біографія

### Дитячі роки
Ян Маккей народився 16 квітня 1962 року у Вашингтоні, округ Колумбія, США. Його батько працював журналістом в газеті «Вашингтон Пост» (Washington Post), висвітлюючи діяльність Білого дому, потім як оглядач в області релігії. Також він був активістом St.  Stephen's Episcopal Church.
В юнацькому віці Маккей був активним прихильником хард-року (Led Zeppelin, Тед Ньюджент). Пізніше він відкрив для себе панк-рок, що надихнуло його на створення власної творчості. Головними джерелами натхнення Іена були представники каліфорнійської сцени місцевого округу Колумбія (Bad Brains, Black Flag).
Його друг тих часів Генрі Гарфілд, більш відомий як Генрі Роллінз (англ. Henry Rollins), згодом також став помітною фігурою в хардкор-музики.
Брат Маккея, Алек (англ. Alec MacKaye), також грав у кількох хардкор-групах.

### Ранні проекти
Першу свою групу Маккей зібрав влітку 1979 року, у віці 17 років. The Slinkees, так вони називалися, встигли дати всього один концерт, але, тим не менше, початок було покладено.
Наступна група Маккея носила назву The Teen Idles (1979-1980 рр.). Іен грав у цій групі на бас-гітарі.

### 1980-1983: Minor Threat
У 1980 році Маккей і Джефф Нельсон (Jeff Nelson) (теж екс-учасник The Teen Idles) заснували групу Minor Threat. Басистом став Брайан Бейкер (Brian Baker), а гітаристом Лайл Преслар (Lyle Preslar), який, у свою чергу, до цього співав у групі Extorts. Перебуваючи під впливом вашингтонської команди Bad Brains, Minor Threat стали відігравати прискорений, агресивний хардкор-панк.
Справжнім гімном стрейт-едж руху стала композиція з першого EP групи, яка так і називалася — «Straight Edge».
```
       
Minor Threat, 1981

       I'm a person just like you              Я така ж людина, як і ти
       But I've got better things to do        Але я знаю речі кращі
       Than sit around and fuck my head        Ніж тупо сидіти і трахати свій мозок
       Hang out with the living dead           Тусуватися з живими трупами
       Snort white shit up my nose             Забивати свій ніс білим лайном
       Pass out at the shows                   І відключатися на концертах
       I don't even think about speed          Я навіть не думаю про спіди
       That's something I just don't need      Мені це просто не потрібно
       I've got the straight edge!             У мене є чітка грань!

       I'm a person just like you              Я така ж людина, як і ти
       But I've got better things to do        Але я знаю речі кращі
       Than sit around and smoke dope          Ніж тупо сидіти і вдихати дурман
       'Cause I know I can cope                Тому що я знаю — я впораюся
       Laugh at the thought of eating ludes    Сміюсь над думкою жерти колеса
       Laugh at the thought of sniffing glue   Сміюсь над думкою нюхати клей
       Always gonna keep in touch              Завжди тримаю себе під контролем
       Never want to use a crutch              І ніколи не візьмуся за милицю
       I've got the straight edge!             У мене є чітка грань!
```

Також в період 1981-1982 рр. Маккей і Нельсон працювали над проектом з подвійною назвою Skewbald/Grand Union, втім, він так і залишився студійним.
Minor Threat розпалися в 1983 році через розбіжності між учасниками колективу.

### 1983-1987
У період 1983-1987 рр. Маккей встиг пограти у багатьох групах. Одним з таких колективів стала група Embrace (1985-1986), що була однією з перших груп (поряд з Rites of Spring), яка виконувала емоційний хардкор, що згодом став відомим як окремий музичний напрям — емо. Також грав у групах Egg Hunt (1986) і Pailhead (1988). В останній групі брав участь Ел Йоргенсен (Al Jourgensen) з групи Ministry.

### 1987-2002: Fugazi
У 2002 році було оголошено, що група «йде у відпустку», вона продовжується по цей день.

### 2005-наш час: The Evens
Із 2005 року Маккей, після перерви у своїй музичній діяльності, грає на гітарі в групі The Evens. Ще одна учасниця групи — Емі Фаріна (Amy Farina), екс-The Warmers. 24 травня 2008 року у Яна і Емі народився їхній перший син. На 2018 рік група випустила три альбоми — The Evens (2005),  Get Evens (2006) і The Odds (2012).

## Dischord Records
Ще в 1980 році Маккей і Нельсон заснували незалежний рекорд-лейбл Dischord Records, для випуску записів своєї групи The Teen Idles. З часом лейбл став відомим і поважним на всьому східному узбережжі США. На сьогоднішній день на рахунку Dischord Records близько півтори сотні релізів різноманітних хардкор-груп — серед них Government Issue, Void, Scream, Fugazi, Artificial Peace, Rites of Spring, Gray Matter, Dag Nasty та інші. Політика лейбла до цих пір визначається ідеологією DIY («do it yourself»), серед всього іншого відмова від випуску музичних кліпів, рекламних синглів, відмова від продажу футболок із логотипами груп, відмова від співпраці з мажорними лейблами заради комерційної розкрутки груп.

## Фільмографія
Маккей знявся у багатьох документальних фільмах.
- «American Hardcore» (2006)
- «930°F»
- «Інший стан розума» (Another State of Mind)
- «Instrument»
- «Dogtown and Z-Boys»
- «D.I.Y. or Die: How to Survive as an Independent Artist»
- «Don’t Need You: The Herstory of Riot Grrrl»
- «Punk’s Not Dead» (2007)
- «We Jam Econo»
- «The Shield Around the K»
- «Drive» (фільм Mike Vallely).

## Книги
- «The Idealist», автор Глен Фридман (Glen E. Friedman) при участии Маккея, Burning Flags Press, 1998, ISBN 0-9641916-5-2